# Seebrücke Lubmin

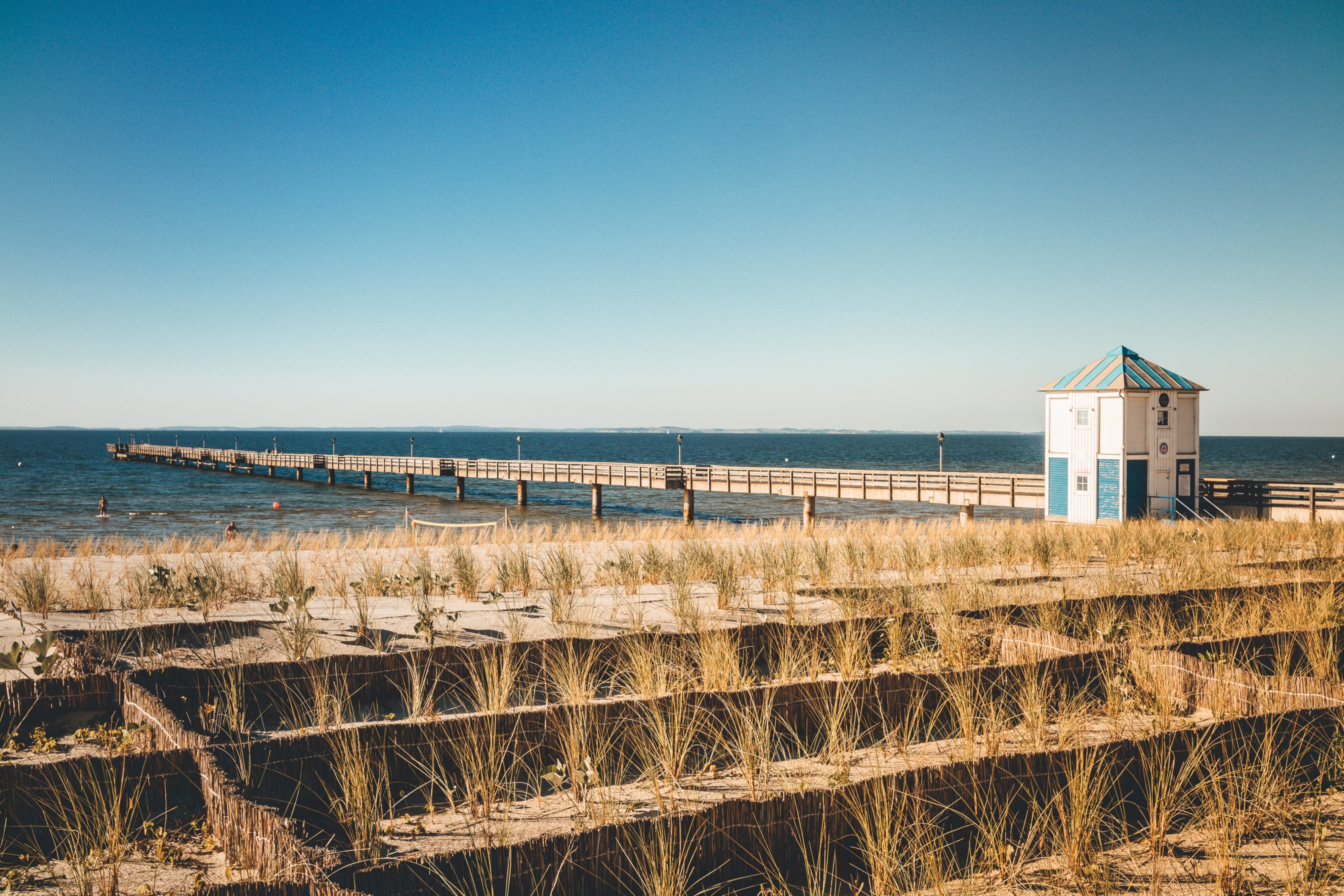
Seebrücke in Lubmin (2022)

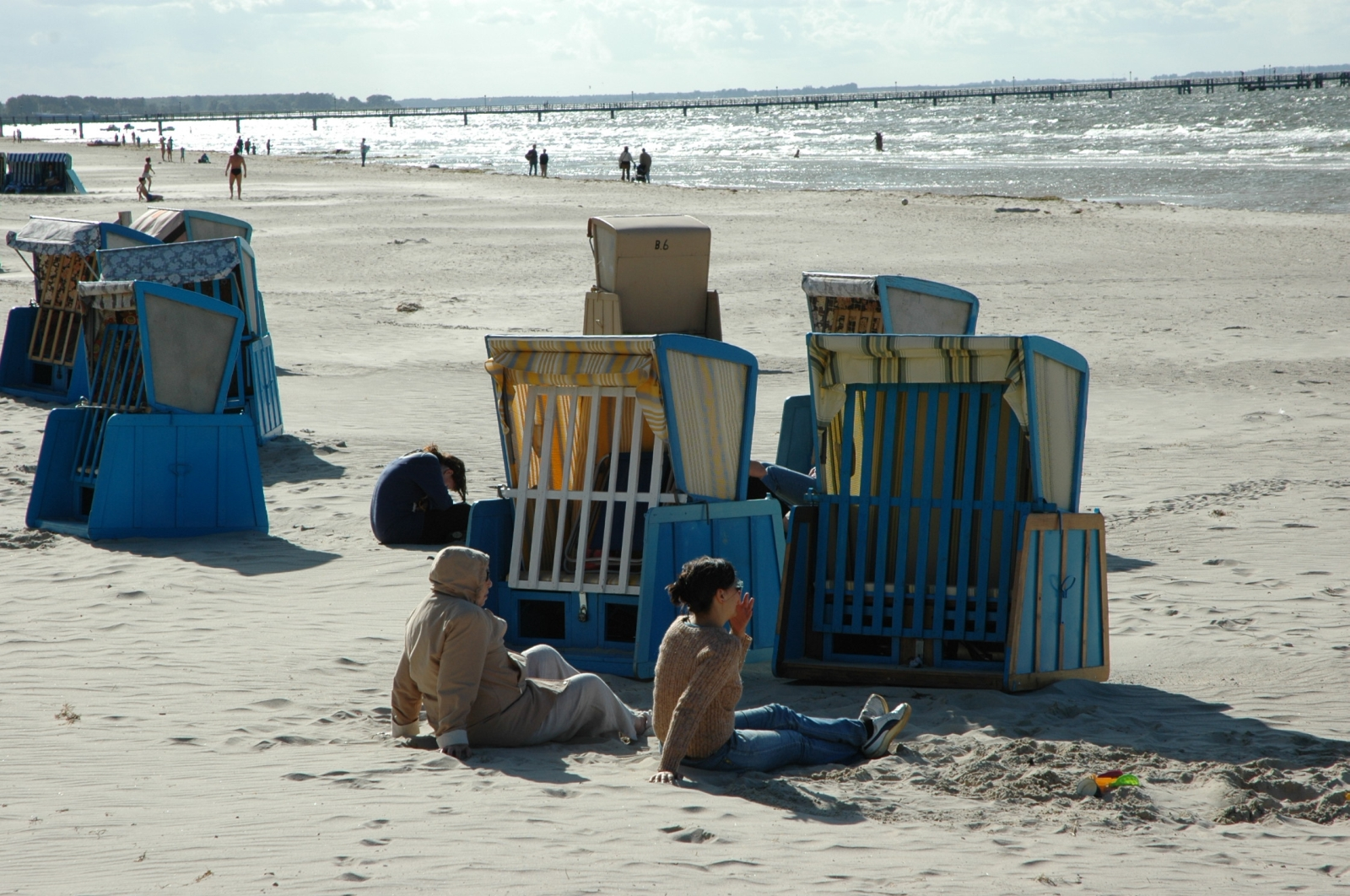
Strand und Seebrücke in Lubmin

Die Seebrücke Lubmin ist eine Seebrücke im Ostseebad Lubmin, unweit von den Hansestädten Stralsund und Greifswald im Landkreis Vorpommern-Greifswald in Mecklenburg-Vorpommern an der Ostsee.

## Geschichte
Ursprünglich wurde bereits 1928 ein Seesteg errichtet. Für die Benutzung wurde anfänglich eine Gebühr erhoben. Erst nach der politischen Wende nach 1990 beschloss man den Neubau einer Seebrücke für die touristische Nutzung. 
Die Seebrücke, eine Stahl- und Stahlbetonkonstruktion, wurde 1992 errichtet. Ihre Länge reicht 350 Meter weit in den Greifswalder Bodden hinein. Am Brückenkopf befindet sich ein Anleger, der von Fahrgastschiffen angefahren werden kann. Vom Brückenkopf aus ist die Südküste von Rügen zu erkennen.